# Lipogenys gillii
Genre
Espèce
Lipogenys gillii est une espèce de poisson appartenant à la famille des Notacanthidés. C'est la seule espèce du genre Lipogenys.